# Timothy Cuddihy
Timothy John Cuddihy (conocido como Tim Cuddihy; Toowoomba, 21 de mayo de 1987) es un deportista australiano que compitió en tiro con arco, en la modalidad de arco recurvo. Participó en los Juegos Olímpicos de Atenas 2004, obteniendo una medalla de bronce en la prueba individual.

## Palmarés internacional
| Juegos Olímpicos | Juegos Olímpicos | Juegos Olímpicos  | Juegos Olímpicos |
| Año              | Lugar            | Medalla           | Prueba           |
| ---------------- | ---------------- | ----------------- | ---------------- |
| 2004             | Atenas (Grecia)  | Medalla de bronce | Individual       |